# Buckow (Märkische Schweiz)
Buckow (Märkische Schweiz) [ˈbuːkoː], tidligere blot Buckow en by i Landkreis Märkisch-Oderland i den tyske delstat Brandenburg, og er administrationsby for Amt Märkische Schweiz. Den er hovedby i Naturpark Märkische Schweiz og en Kneippkuby.

## Geografi
Byen ligger midt i Märkische Schweiz, og det skov- og sørige landskab ved Schermützelsee er dannet i den sidste istid; Schermützelsee gennemløbes af floden Stobber.

### Nabokommuner
- Waldsieversdorf
- Garzau-Garzin
- Strausberg
- Oberbarnim
- Märkische Höhe
- Müncheberg